# Raquel Jacob
Raquel Jacob (Matosinhos, 27 de Junho de 1990) é uma modelo, Playmate e actriz portuguesa.

## Carreira
Deu os primeiros passos nos palcos aos 6 anos de idade ao participar na peça Menina do Mar, na Casa da Misericórdia de Matosinhos.
Ganhou visibilidade a nível nacional aos 16 anos ao participar na série juvenil Morangos com Açúcar da TVI, ao lado da sua irmã gémea Catarina Jacob.
Desde então tem vindo a participar em vários projectos televisivos incluindo as novelas Perfeito Coração da SIC, Heresia, Destinos Cruzados da TVI e Água do Mar da RTP. Participou ainda em vários videoclips incluindo Blá Blá Blá de Tiago Paiva e I’m Changing de Mastiksoul.
A sua formação de actriz inclui o Curso de Televisão e Representação de Nicolau Breyner Produções em 2007, Workshop com Diogo Morgado de Técnicas de Representação em 2008, Curso de Representação da Acting Tijuca no Rio de Janeiro em 2009 e Workshop John Frey - Meisner Technique em 2013.
Raquel Jacob foi capa da revista Playboy Portugal em Dezembro de 2012 e da Playboy Polónia em Agosto de 2013, pela objetiva da fotógrafa Ana Dias. Os seus ensaios fotográficos surgiram ainda nas páginas da revista Playboy Eslovénia em Fevereiro de 2013, Playboy Itália em Maio de 2013 e Playboy Brasil em Maio de 2014. Outras revistas masculinas para as quais posou incluem a revista Maxmen em Março de 2011 e a Revista J #130.

## Filmografia

### Televisão
| Ano       | Título              | Papel          | Canal      |
| --------- | ------------------- | -------------- | ---------- |
| 2007      | Morangos com Açúcar | Mafalda Guedes | TVI        |
| 2012      | Heresia             | Joana Aguiar   |            |
| 2013      | I Love It           |                | TVI        |
| 2014      | Ah Pois! Tá Bem     |                | TVI Ficção |
| 2014-2015 | Água de Mar         | Nádia          | RTP1       |
| 2015      | Coração d'Ouro      | Vera           | SIC        |
| 2017      | Ministério do Tempo | Leonor Maia    | RTP1       |
| 2017      | Sim, Chef!          | Angela         | RTP1       |

### Cinema
| Ano  | Título                          | Papel         |
| ---- | ------------------------------- | ------------- |
| 2015 | O Pátio das Cantigas            | Recepcionista |
| 2016 | Refrigerantes e Canções de Amor | Vanda         |
| 2016 | A Paixão do Operário            | Milita        |

## Vida pessoal
É casada com o guarda-redes português, José Sá, com quem tem uma filha, de nome Maria Leonor, nascida a 17 de março de 2018 (7 anos).